# Potrzeby interpretatywne
Potrzeby interpretatywne (ang. integrative needs) – trzecia kategoria potrzeb według Bronisława Malinowskiego. Potrzeby interpretatywne są bezpośrednio połączone z  tzw. potrzebami duchowymi człowieka. Są bezpośrednim wynikiem faktu, iż człowiek jest istotą kulturową. Istnieje wiele reakcji na te potrzeby, m.in. systemy myślenia bądź wiara. Zaspokojenie ich jest tak samo niezbędne jak zaspokojenie każdej innej potrzeby z grupy potrzeb podstawowych bądź pochodnych. Są niezbędnymi wymogami istnieją systemu kulturowego. 
Bronisław Malinowski podzielił je na dwie kategorie:
- imperatywy instrumentalne (działalność ekonomiczna, normatywna, polityczna i wychowawcza)
- imperatywy integratywne (wiedza, religia, magia, sztuka)

Według B. Malinowskiego znaczenie imperatywów kulturowych jest niezbędne do zrozumienia funkcjonowania kultury.